# AquaDom

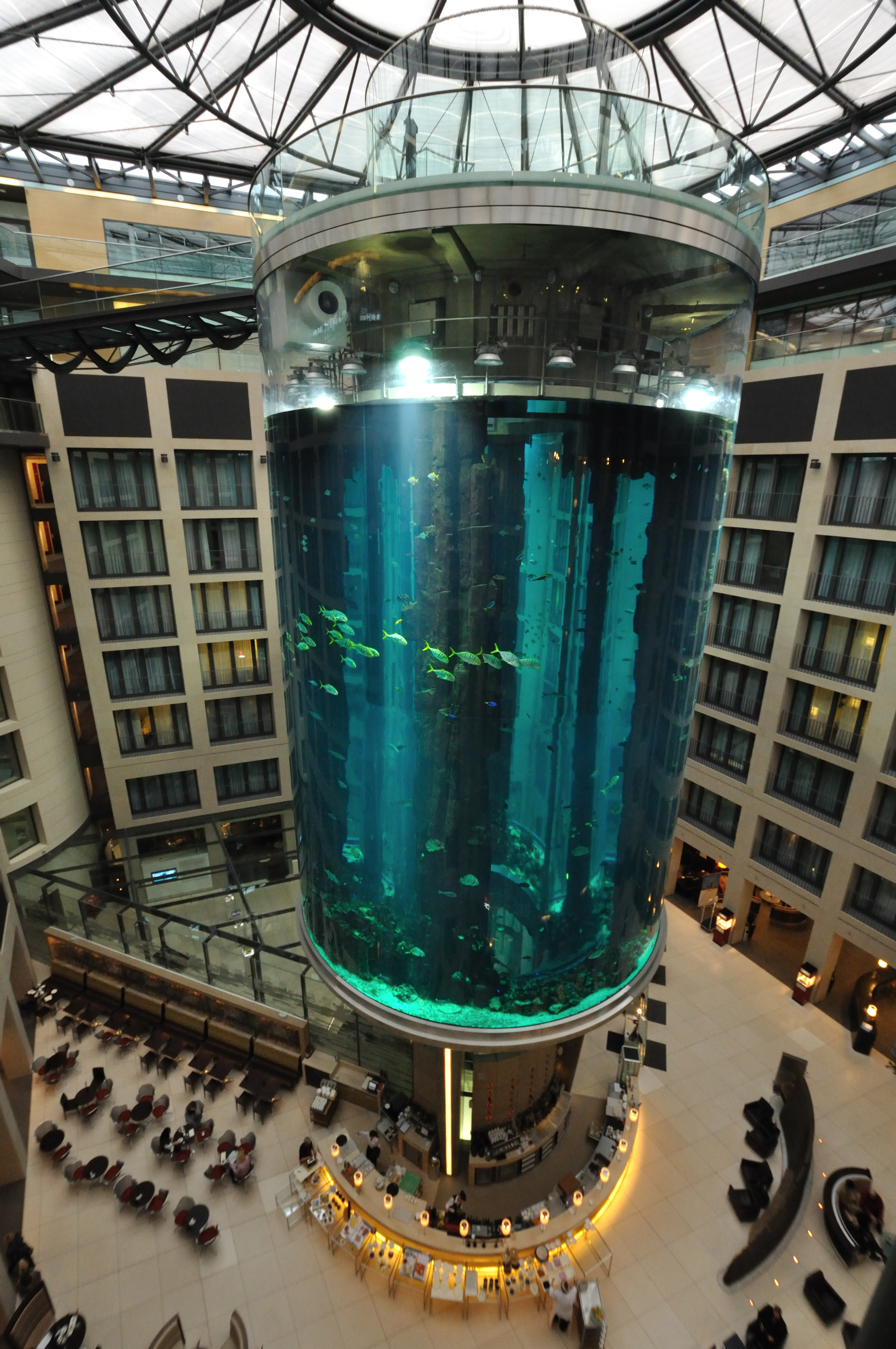
Der AquaDom in der Lobby des Radisson Collection Hotels Berlin, 2009

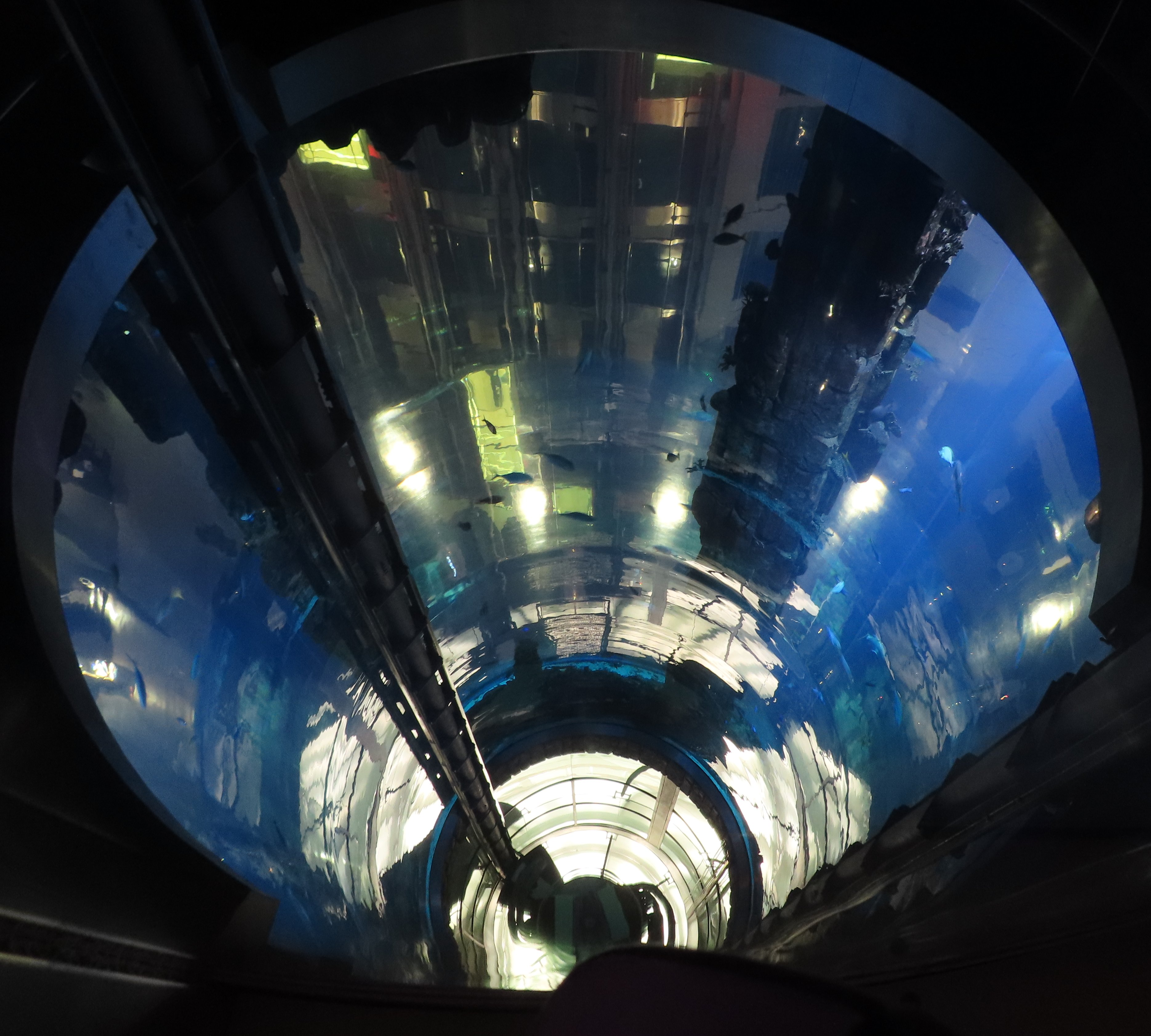
Aufzugsschacht im AquaDom, 2019

Der AquaDom in der Karl-Liebknecht-Straße 3 in Berlin war das größte zylindrische Aquarium der Welt. Das Meerwasseraquarium befand sich ab Dezember 2003 freistehend in der Halle des Radisson Collection Hotels im CityQuartier DomAquarée. Am 16. Dezember 2022 zerbarst der äußere Acrylglas-Zylinder.

## Konzeption und Bau
Die Idee für den AquaDom stammt vom Architekten Sergei Tchoban, der dem Bau der Hotels etwas Unverwechselbares und Spektakuläres hinzufügen wollte. Das Unternehmen Reynolds Polymer Technology fertigte die 41 Segmente der Plexiglaskonstruktion – 26 Segmente für den äußeren und 15 Segmente für den inneren Zylinder – im US-Bundesstaat Colorado und fügte sie zu 15 größeren Segmenten zusammen. Der Transport erfolgte im Sommer 2002 per Schiff nach Hamburg; von dort erreichten die teilweise über 14 Meter langen, fast 7 Meter breiten und bis zu 16 Tonnen schweren Bauteile mit Schwertransportern Berlin.
Die zwölf größeren Segmente des Außenzylinders wurden über einen Kran von oben in das Gebäude hineingehoben. Jeweils sechs Segmente bildeten einen unteren und einen oberen Ring. Die Segmente wurden an den 13 Nahtstellen über ein spezielles Verfahren miteinander verbunden. Nach dem Verfahren der radikalen Polymerisation wurde flüssiges Acryl in die Fugenzwischenräume gepresst, wobei diese Masse innerhalb von 24 Stunden gelierte. Anschließend wurde die Naht mit einer Klimakammer umbaut und zum Aushärten auf 90 °C aufgeheizt. Dabei entstand eine monolithische Verbindung, sodass die Verbindung nach dem Polieren der Oberflächen nicht mehr erkennbar war.
Der untere Rand des Zylinders wurde mit Spezialsilikon abgedichtet. Der aus drei größeren Segmenten bestehende Innenteil wurde außerhalb des Gebäudes zum Zylinder zusammengebaut und als Ganzes mit einem Teleskopmast in das fertige Außenteil abgesenkt. Im Inneren des AquaDoms befanden sich vier Stahlbetonstützen, die den Deckel des Aquariums und die Besucherplattform trugen. Diese Stützen wurden mit PU-Schaum und Spritzbeton ummantelt und so modelliert, dass der Eindruck von Basaltsäulen entstand. An deren Oberfläche wurden künstliche Korallen befestigt.
Generalunternehmer war eine Kooperation der Unternehmen ICM und Müller-Altvatter. E. Sander lieferte die Anlagentechnik und das Unternehmen Hydrosight übernahm Teile der Projektüberwachung und Wartung; den Aufzug baute die GBH-Design. Die Kosten beliefen sich auf 12,8 Millionen Euro. Die Union Investment Real Estate realisierte das Projekt, die biologische Leitung übernahm die Berliner Gesellschaft für Großaquarien (BGG) mit dem Ziel eines künstlich geschaffenen Korallenriffs.

## Aquarium
Der AquaDom wurde nach mehrjähriger Bauzeit im Dezember 2003 eröffnet. Der Acrylglasbehälter wies 16 Meter Höhe, 11,5 Meter Durchmesser und ein Volumen von rund einer Million Litern auf. Mit Sockel war die Konstruktion 25 Meter hoch. Im Aquarium lebten rund 1500 Fische von über 100 Arten in auf 26 °C temperiertem Salzwasser. Taucher reinigten täglich die Scheiben des Aquariums und verhinderten das Anhaften von Algen. Um die Wasserqualität zu erhalten, wurde es etwa alle 2 1⁄2 Stunden vollständig umgewälzt und dabei über Filter im Keller gereinigt. Außerdem wurde immer wieder ein Teil des Wassers ausgetauscht, sodass das Wasservolumen innerhalb von zwei Jahren einmal vollständig ersetzt war. Dafür wurden jedes Jahr 18 Tonnen Salz benötigt. Der AquaDom wurde 2008 als „größtes zylindrisches Aquarium“ in das Guinness-Buch der Rekorde aufgenommen. Im Keller des Gebäudes befand sich neben der Technik eine Quarantäne- und Nachzuchtstation.
Im Innern des Hohlzylinders bot ein Aufzug Besuchern des Sea Life Berlin die vertikale Durchfahrt und ein Rundum-Panorama des Aquariums. Die beiden Etagen der doppelstöckigen, 30 Personen fassenden Aufzugkabine waren durch eine Wendeltreppe im Zentrum miteinander verbunden. 2014 folgte ein Eintrag im Guinness-Buch der Rekorde im Abschnitt „Außergewöhnliche Aufzüge“ für das größte Aquarium, das einen Aufzug enthält. Für Brautpaare stellte der gläserne Aufzug einen besonderen Ort zum Heiraten dar. Die Trauung erfolgte zusammen mit bis zu 15 Gästen jeweils vor den üblichen Öffnungszeiten des AquaDoms.

## Sanierung 2019–2022
Nach über 15 Jahren Betriebszeit kam es zu Undichtigkeiten am Aquadom. Ab Oktober 2019 wurden für Sanierungsmaßnahmen die Fische in über 20 große Wassertanks im zweiten Untergeschoss des Gebäudes umgesiedelt und das Wasser aus dem Aquadom abgelassen. Das Acrylglas wurde mit Folie abgeklebt, um ein rasches Ausdiffundieren der über Jahre eingedrungenen Feuchtigkeit und damit eine mögliche Rissbildung zu verhindern. Im Zuge der Sanierungsarbeiten wurde die Oberfläche des Acryls poliert und damit feine Kratzer entfernt. Die Silikondichtungen am Boden des Aquadoms wurden erneuert und eine zusätzliche Sekundärdichtung eingesetzt. Außerdem wurden umfangreiche Instandsetzungsarbeiten am Aufzug durchgeführt. Nach Abschluss der Generalüberholung verzögerte sich die Wiedereröffnung durch die COVID-19-Pandemie, sodass der Aquadom erst im Juni 2022 wieder für das Publikum freigegeben wurde.

## Havarie 2022 und Gutachten

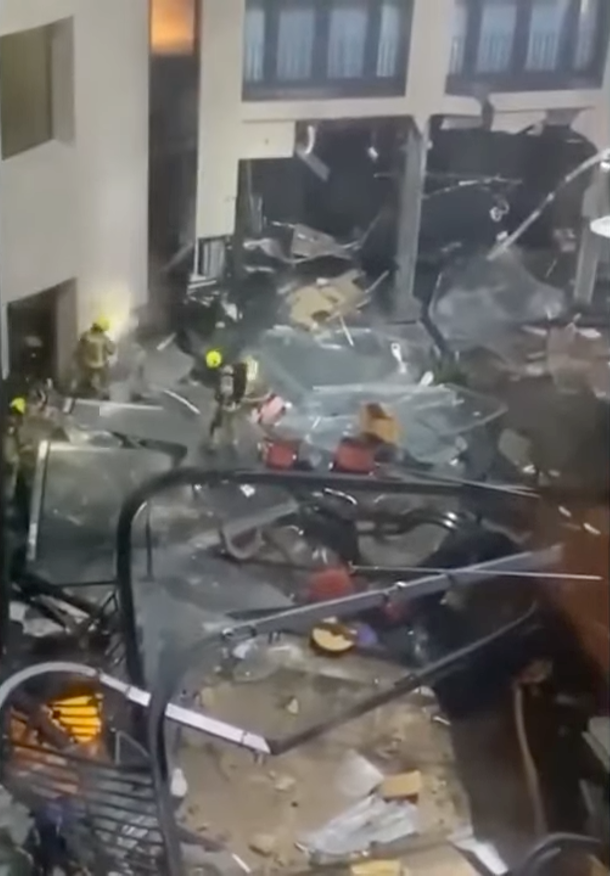
Rettungskräfte durchsuchen die Trümmer des AquaDoms am Morgen des 16. Dezember 2022

Am 16. Dezember 2022 um 5:43 Uhr zerbarst die Außenwand des Acrylglas-Zylinders, und der Inhalt des Aquariums verwüstete die Halle des Hotels mit Empfangs-, Warte- sowie Frühstücksbereich und schwemmte Einrichtungsgegenstände auf die Straße. Zwei Personen wurden mit Verletzungen ins Krankenhaus gebracht. Das Wasser floss zum großen Teil in die Kanalisation ab, drang aber auch in einige Keller und andere Bereiche des Gebäudes ein, unter anderem in das DDR-Museum. Das Hotel wurde in einem Großeinsatz von Rettungskräften evakuiert. Nur 40 der rund 1500 Fische überlebten; etwa 630 Fische aus Nachzuchtbecken konnten vor dem durch Stromausfall drohenden Ersticken gerettet werden.
Das im Oktober 2023 veröffentlichte Gutachten eines sachverständigen Kunststoffexperten und Ingenieurs kam auf keine eindeutige Ursache für die Havarie. Nahezu ausgeschlossen werden könnten Sabotage, Schieflage des Fundaments, Instabilität durch Erderschütterungen und Materialermüdung durch Putzmittel oder Temperaturschwankungen. Nicht auszuschließen ist eine Beschädigung bzw. Kerbe, die bei der Sanierung durch ein Werkzeug entstanden und sich zu einem Riss entwickelt haben könnte. Der Gutachter ist sich sicher, dass es einen Impuls gegeben haben muss, der zu dem Bruch führte. Begünstigend für ein Risswachstum könnte Austrocknung des Acrylglases gewesen sein, als das Aquarium während der Sanierung über viereinhalb Monate leer war.

## Nachfolgenutzung
Im Mai 2023 wurde bekannt, dass es keinen Wiederaufbau des Aquariums geben soll. Ein Sprecher des Gebäudeeigentümers schloss dies auch ohne Kenntnis der Schadensursachen aus. Stattdessen soll bis zum Januar 2025 ein 16 Meter hoher „vertikaler Garten“ entstehen.